# Otospermophilus atricapillus
Otospermophilus atricapillus là một loài động vật có vú trong họ Sóc, bộ Gặm nhấm. Loài này được W. Bryant mô tả năm 1889.